# Velódromo Héroes de Malvinas
El Velódromo Héroes de Malvinas o bien el Velódromo de Rawson es el nombre que recibe una instalación deportiva multipropósito localizada en el departamento de Rawson en la Provincia de San Juan al noroeste del país sudamericano de Argentina. 
 Recibe su nombre en honor de los combatientes que participaron en la Guerra de las Islas Malvinas.
Consiste en un óvalo de 333 metros que fue renovado totalmente en el año 2013, ocasión en la que se realizaron diversas actividades deportivas. Posee vestuarios, sanitarios y algunas tribunas.